# Schloss Brunn am Walde
Das Schloss Brunn am Walde ist ein Renaissance-Schloss in Brunn am Walde in der Marktgemeinde Lichtenau im Waldviertel in Niederösterreich. Es steht unter Denkmalschutz (Listeneintrag).

## Lage
Das Schloss liegt im östlichen Ortsanfang von Brunn nahe der Kreuzung der Landesstraßen L73 und L76 an der Quelle des Erlbaches. 

## Baubeschreibung
Die blockhafte Vierflügelanlage von 1584 mit ihrem engen Hof ist ein seltenes Beispiel eines Wasserschlosses mit erhaltenem Wassergraben. Die kubische Wirkung ergibt sich aus den einheitlichen, streng gegliederten Fronten. Die Fassaden des dreigeschoßigen Gebäudes sind mit einem umlaufenden Traufgesims und einem Konsolenkranz abgeschlossen. Das Kellergeschoß steht auf einem leicht geböschten Sockel und verfügt über schmale Luken. Die beiden Obergeschoße weisen nach außen und in den Hof schlichte Fensterrahmungen auf. Die mit Sturzbalken und Keilsteinen ausgeführte Verdachung im ersten Obergeschoß geht auf das frühe 17. Jahrhundert zurück und das mit Gaupen versehene Walmdach stammt aus dem letzten Viertel des 16. Jahrhunderts. Auffallend sind auch die vielgliedrigen Rauchfänge. Der Zugang erfolgt vom Westen her über eine erneuerte Grabenbrücke, wo zunächst ein Rundbogentor mit einem rustizierten Portalfeld durchschritten wird, das über eine stichkappengewölbte Einfahrtshalle in den Innenhof führt. Der Graben erweitert sich ostseitig zu einem Teich, aus dem der Erlbach abfließt. Der erhöht gelegene ehemalige Schlossgarten ist verwildert. 
Das ehemalige Wirtschaftsgebäude westlich vor der Grabenbrücke ist ein zweigeschoßiger, hakenförmiger Bau mit Satteldach, der im Kern aus der Bauzeit des Schlosses stammt. Davor befindet sich ein vergitterter Brunnen aus der Zeit um 1900 und eine groteske Skulptur, die vermutlich einen Affen darstellt und wahrscheinlich im späten 16. Jahrhundert angefertigt wurde.

## Geschichte
Ab 1114 wird hier mehrmals eine Ministerialenfamilie der Kuenringer genannt. Der urkundlich in der Zwettler Chronik erstmals 1172 erwähnte burgartige Vorgängerbau stand im 13. Jahrhundert im Eigentum der Kuenringer und ging um 1300 an die Lichtenegger und 1337 an die Herren von Neidegg über, die im 15. und 16. Jahrhundert einen Großteil der heutigen Gemeinde besaßen. Das heutige Aussehen erhielt das Schloss unter Johann Hartmann von Trautmannsdorf, der im Jahr 1581 durch Heirat in seinen Besitz kam und es neu im Stil der Renaissance errichteten ließ: In der Nordostecke ist die Ortsteingliederung mit 1584 bezeichnet.
Um 1670 erwarb der Generalfeldwachtmeister und Hofkriegsrat Ferdinand Ernst Graf Herberstein die Herrschaften Lichtenau, Allentsgschwendt und Brunn, wobei er Brunn zum Verwaltungszentrum des herbersteinschen Besitzungen in Niederösterreich machte. 1792 erwarb Johann Graf Stiebar diese Herrschaften und 1803 folgte Anton Edler von Meidl als Eigentümer. 1812 übernahm der durch eine Heirat reich gewordene k. k. Leutnant Josef Michael von Ehrenfels den Besitz und unterzog das Schloss einer umfangreichen Renovierung, wobei das Innere teilweise im Stil des Neobarock ausgestattet wurde. Im Zweiten Weltkrieg erwarb Korvettenkapitän Hermann Ehrhardt das Schloss und lebte hier bis 1971.

## Umgebung
Hinter dem Schloss befindet sich der Karikaturengarten Brunn am Wald.